# East Harlem
East Harlem, ook wel bekend als Spanish Harlem of 'El Barrio', is een wijk die ten oosten van Harlem ligt in het stadsdeel Manhattan in New York.
East Harlem strekt zich uit van East 96th Street naar East 125th Street en wordt begrensd door de Upper East Side, East River, Harlem en Central Park. Sinds de jaren 1950 bevat de wijk een van de grootste Latijns-Amerikaanse gemeenschappen in New York, bestaande uit voornamelijk Puerto Ricaanse, Dominicaanse, Cubaanse en Mexicaanse immigranten. Voorheen werd de wijk vooral bewoond door Italianen en werd daarom ook Italian Harlem genoemd.
East Harlem heeft historisch gezien veel te maken gehad met sociale kwesties, zoals het hoogste aantal werklozen in New York, drugsgebruik, dakloosheid en een astma-percentage dat vijf keer hoger lag dan het nationale gemiddelde. De wijk heeft de op een na hoogste concentratie van sociale woningbouw in de Verenigde Staten, na Brownsville, Brooklyn.
East Harlem is opmerkelijk vanwege haar bijdragen aan Latin Freestyle en salsamuziek.

## Bezienswaardigheden

### Musea
- El Museo del Barrio
- Museum of the City of New York (MCNY)
- Museum of Food and Drink (MOFAD)
- The Africa Center

## Bekende inwoners van East Harlem

### Geboren
- Joe Valachi (1904-1971), gangster
- Joan Hackett (1934-1983), actrice
- Bobby Darin (1936-1973), zanger en songwriter
- Al Pacino (1940), acteur
- Joe Bataan (1942), latin soul muzikant
- Ronnie Spector (1943-2022), leadzangeres van de groep The Ronettes
- Erik Estrada (1949), acteur
- Tupac Shakur (1971-1996), rapper, dichter en acteur
- Joe Budden (1980), rapper

### Woonachtig (geweest)
- Fiorello La Guardia (1882-1947), burgemeester van New York
- Frank Costello (1891-1973), gangster
- Tommy Lucchese (1899-1967), gangster
- Alice Neel (1900-1984), kunstenares
- Langston Hughes (1901-1967), dichter en schrijver
- Machito (1909-1984), Cubaanse zanger en maraca'sspeler
- Burt Lancaster (1913-1994), acteur
- Jonas Salk (1914-1995), medicus
- Tito Puente (1923-2000), jazz-, salsa- en mambomuzikant
- Ray Barretto (1929-2006), musicus
- Gregory Sierra (1937-2021), acteur
- Marc Anthony (1968), zanger en acteur
- Monifah (1971), zangeres
- Cam'ron (1976), rapper
- Jim Jones (1976), rapper
- Arcangel (1985), reggaeton-artiest en acteur
- A$AP Rocky (1988), rapper
- Princess Nokia (1992), rapper